# Neisseriàcies
Les neisseriàcies (Neisseriaceae) són una família de proteobacteris aeròbics estrictes i gram-negatius que normalment estan formant parelles (diplococs). No tenen flagel.
Moltes espècies formen part de la flora intestinal dels mamífers, però el gènere Neisseria inclou patògens responsables de la gonorrea i diferents tipus de meningitis en l'home.